# Koninklijke Golf Club Oostende

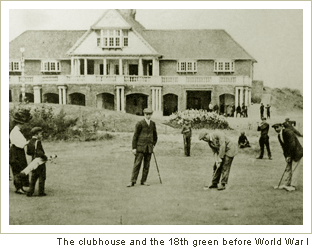
Eerste clubhuis

De Koninklijke Golf Club Oostende is een van de oudste golfbanen van België, en is de enige echte links course aan de Belgische kust. De baan ligt tussen Vosseslag in De Haan en Bredene-Duinen in Bredene.

## De baan
Koning Leopold II besloot in 1888 om Oostende aantrekkelijker te maken voor Britse toeristen door een golfbaan aan te leggen. Om ze beter bereikbaar te maken legde men een weg aan die zou uitgroeien tot de Knoninklijke Baan. De golfbaan werd ontworpen door de Schotse golfbaanarchitect Seymour Dunn. De opening vond plaats op 1 juli 1903.
Eind 20ste eeuw is er besloten de baan te moderniseren en te verlengen. Martin Hawtree, zoon van de Fred Hawtree werd belast met het ontwerp. Er werden nieuwe holes gecreëerd (de huidige 3 en 6), en enkele oude geschrapt (de oude 4 en 9, zwakke par 3's).

## PGA Kampioenschap
Viermaal heeft het Belgische kampioenschap voor professionals op Oostende plaatsgevonden.

Winnaars:
- 1998: Didier De Vooght
- 1999: Arnaud Langenaeken
- 2000: Arnaud Langenaeken
- 2001: Geoffroy Beernaert en Valerie Van Ryckeghem